# José María Bianco
José María Bianco (Rosario, provincia de Santa Fe, Argentina, 14 de septiembre de 1961) es un exfutbolista y actual entrenador argentino. Jugó de mediocampista y actualmente dirige a San Telmo de la Primera Nacional.

## Trayectoria

### Como futbolista
Como futbolista el Chaucha vistió las camisetas de equipos importantes de la actual Primera División como Newell's Old Boys, de Independiente y Gimnasia y Esgrima La Plata, y otros más.[cita requerida]

### Como entrenador
Fue ayudante de campo de Héctor Cúper en el Valencia CF de España, el Inter de Milán y el RCD Mallorca.[cita requerida]
Como primer entrenador, ha dirigido varios clubes como Arsenal de Sarandí, Quilmes, Talleres de Córdoba, Unión de Santa Fe, entre otros, siendo los más significativos para él Tiro Federal de Rosario con el que ascendió a Primera División tras ganar la temporada 2004-05 de la B Nacional; Agropecuario y Guaraní Antonio Franco con los que logró ascender a la Primera B Nacional, tras ganar el Torneo Federal A 2016-17 y el segundo ascenso del Torneo Argentino A 2013-14, respectivamente. Otros clubes que también dirigió fueron Blooming de Bolivia, Ferro Carril Oeste, Gimnasia y Tiro de Salta, Gimnasia y Esgrima de Mendoza, entre otros.
En noviembre de 2023, volvió a Gimnasia y Esgrima de Mendoza para dirigir en la temporada 2024 de la Primera Nacional, pero luego de cuatro fechas con dos empates y dos derrotas fue destituido de su cargo de común acuerdo.

## Estadísticas

### Como futbolista
| Club                    | País          | Año           | Part. | Goles | Prom. |
| ----------------------- | ------------- | ------------- | ----- | ----- | ----- |
| Newell's Old Boys       | Argentina     | 1980-1987     | 133   | 3     | 0,02  |
| Racing (C)              | Argentina     | 1987-1988     | 24    | 0     | 0,00  |
| Independiente           | Argentina     | 1988-1991     | 107   | 10    | 0,09  |
| Gimnasia y Esgrima (LP) | Argentina     | 1991-1995     | 128   | 2     | 0,02  |
| Arsenal                 | Argentina     | 1996-1997     | 29    | 0     | 0,00  |
| Total carrera           | Total carrera | Total carrera | 451   | 15    | 0,04  |

### Como entrenador
| Club                   | País      | Año       |
| ---------------------- | --------- | --------- |
| Arsenal                | Argentina | 1998-2001 |
| Quilmes                | Argentina | 2001-2002 |
| Blooming               | Bolivia   | 2002      |
| Los Andes              | Argentina | 2002-2003 |
| Unión (SF)             | Argentina | 2003      |
| Tiro Federal (R)       | Argentina | 2004-2005 |
| Arsenal                | Argentina | 2005-2006 |
| Gimnasia y Esgrima (J) | Argentina | 2006      |
| Almagro                | Argentina | 2007      |
| Tiro Federal (R)       | Argentina | 2007-2009 |
| Quilmes                | Argentina | 2009      |
| Ferro Carril Oeste     | Argentina | 2010-2011 |
| Talleres (C)           | Argentina | 2011      |
| Temperley              | Argentina | 2012      |
| Guaraní Antonio Franco | Argentina | 2012-2015 |
| Gimnasia y Tiro (S)    | Argentina | 2015-2016 |
| Agropecuario           | Argentina | 2017-2018 |
| Gimnasia y Esgrima (M) | Argentina | 2018-2019 |
| Chacarita Juniors      | Argentina | 2019-2020 |
| Temperley              | Argentina | 2022-2023 |
| San Telmo              | Argentina | 2023      |
| Gimnasia y Esgrima (M) | Argentina | 2024      |
| Douglas Haig           | Argentina | 2024      |
| Arsenal                | Argentina | 2024      |

#### Detalle de estadísticas
| Club                             | Div.          | Temporada     | Liga | Liga | Liga | Liga |          | Copas    | Copas    | Copas    | Copas | Copas         | Copas         | Copas         | Copas         | Copas |    | Totales | Totales | Totales | Totales | Totales | Totales | Totales | Totales | Totales |
| Club                             | Div.          | Temporada     | Liga | Liga | Liga | Liga | Nacional | Nacional | Nacional | Nacional |       | Internacional | Internacional | Internacional | Internacional |       |    | Totales | Totales | Totales | Totales | Totales | Totales | Totales | Totales | Totales |
| Club                             | Div.          | Temporada     | PD   | G    | E    | P    | PD       | G        | E        | P        | PD    | G             | E             | P             | PD            | G     | E  | P       | GF      | GC      | Dif.    | Pts.    | Rend.   |         |         |         |
| -------------------------------- | ------------- | ------------- | ---- | ---- | ---- | ---- | -------- | -------- | -------- | -------- | ----- | ------------- | ------------- | ------------- | ------------- | ----- | -- | ------- | ------- | ------- | ------- | ------- | ------- | ------- | ------- | ------- |
| Talleres (C) Argentina           | 3.ª           | 2011-12       | 11   | 3    | 5    | 3    | 3        | 2        | 1        | 0        | —     | —             | —             | —             | 14            | 5     | 6  | 3       | 21      | 15      | +6      | 20      | 50%     |         |         |         |
| Talleres (C) Argentina           | Total club    | Total club    | 11   | 3    | 5    | 3    | 3        | 2        | 1        | 0        | 0     | 0             | 0             | 0             | 14            | 5     | 6  | 3       | 21      | 15      | +6      | 20      | 50%     |         |         |         |
| Temperley Argentina              | 3.ª           | 2011-12       | 20   | 7    | 6    | 7    | —        | —        | —        | —        | —     | —             | —             | —             | 20            | 7     | 6  | 7       | 20      | 22      | -2      | 27      | 45%     |         |         |         |
| Temperley Argentina              | 2.ª           | 2022          | 24   | 7    | 11   | 6    | —        | —        | —        | —        | —     | —             | —             | —             | 24            | 7     | 11 | 6       | 24      | 24      | 0       | 32      | 44.45%  |         |         |         |
| Temperley Argentina              | 2.ª           | 2023          | 21   | 7    | 8    | 6    | —        | —        | —        | —        | —     | —             | —             | —             | 21            | 7     | 8  | 6       | 24      | 24      | 0       | 29      | 46.03%  |         |         |         |
| Temperley Argentina              | Total club    | Total club    | 65   | 21   | 25   | 19   | 0        | 0        | 0        | 0        | 0     | 0             | 0             | 0             | 65            | 21    | 25 | 19      | 68      | 70      | -2      | 88      | 45.13%  |         |         |         |
| Guaraní Antonio Franco Argentina | 3.ª           | 2012-13       | 20   | 7    | 8    | 5    | 1        | 0        | 1        | 0        | —     | —             | —             | —             | 21            | 7     | 9  | 5       | 27      | 20      | +7      | 30      | 47.62%  |         |         |         |
| Guaraní Antonio Franco Argentina | 3.ª           | 2013-14       | 44   | 20   | 9    | 15   | 1        | 0        | 1        | 0        | —     | —             | —             | —             | 45            | 20    | 10 | 15      | 56      | 52      | +4      | 70      | 52.27%  |         |         |         |
| Guaraní Antonio Franco Argentina | 2.ª           | 2014          | 20   | 4    | 6    | 10   | —        | —        | —        | —        | —     | —             | —             | —             | 20            | 4     | 6  | 10      | 15      | 27      | -12     | 18      | 30%     |         |         |         |
| Guaraní Antonio Franco Argentina | 2.ª           | 2015          | 12   | 3    | 5    | 4    | —        | —        | —        | —        | —     | —             | —             | —             | 12            | 3     | 5  | 4       | 12      | 13      | -1      | 14      | 38.89%  |         |         |         |
| Guaraní Antonio Franco Argentina | Total club    | Total club    | 96   | 34   | 28   | 34   | 2        | 0        | 2        | 0        | 0     | 0             | 0             | 0             | 98            | 34    | 30 | 34      | 110     | 112     | -2      | 132     | 44.89%  |         |         |         |
| Gimnasia y Tiro (S) Argentina    | 3.ª           | 2015          | 26   | 10   | 9    | 7    | 3        | 1        | 0        | 2        | —     | —             | —             | —             | 29            | 11    | 9  | 9       | 21      | 20      | +1      | 42      | 48.27%  |         |         |         |
| Gimnasia y Tiro (S) Argentina    | 3.ª           | 2016          | 12   | 5    | 3    | 4    | —        | —        | —        | —        | —     | —             | —             | —             | 12            | 5     | 3  | 4       | 14      | 13      | +1      | 18      | 50%     |         |         |         |
| Gimnasia y Tiro (S) Argentina    | 3.ª           | 2016-17       | 15   | 8    | 3    | 4    | —        | —        | —        | —        | —     | —             | —             | —             | 15            | 8     | 3  | 4       | 32      | 25      | +7      | 27      | 60%     |         |         |         |
| Gimnasia y Tiro (S) Argentina    | Total club    | Total club    | 53   | 23   | 15   | 15   | 3        | 1        | 0        | 2        | 0     | 0             | 0             | 0             | 56            | 24    | 15 | 17      | 67      | 58      | +9      | 87      | 51.79%  |         |         |         |
| Agropecuario Argentina           | 3.ª           | 2016-17       | 12   | 7    | 4    | 1    | —        | —        | —        | —        | —     | —             | —             | —             | 12            | 7     | 4  | 1       | 17      | 11      | +6      | 25      | 69.44%  |         |         |         |
| Agropecuario Argentina           | 2.ª           | 2017-18       | 22   | 9    | 4    | 9    | 0        | 0        | 0        | 0        | —     | —             | —             | —             | 22            | 9     | 4  | 9       | 28      | 27      | +1      | 31      | 46.97%  |         |         |         |
| Agropecuario Argentina           | Total club    | Total club    | 34   | 16   | 8    | 10   | 0        | 0        | 0        | 0        | 0     | 0             | 0             | 0             | 34            | 16    | 8  | 10      | 45      | 38      | +7      | 56      | 54.9%   |         |         |         |
| Gimnasia y Esgrima (M) Argentina | 2.ª           | 2018-19       | 26   | 10   | 9    | 7    | 1        | 1        | 0        | 0        | —     | —             | —             | —             | 27            | 11    | 9  | 7       | 32      | 34      | -2      | 42      | 51.85%  |         |         |         |
| Gimnasia y Esgrima (M) Argentina | 2.ª           | 2024          | 4    | 0    | 2    | 2    | 0        | 0        | 0        | 0        | —     | —             | —             | —             | 4             | 0     | 2  | 2       | 3       | 7       | -4      | 2       | 16.67%  |         |         |         |
| Gimnasia y Esgrima (M) Argentina | Total club    | Total club    | 30   | 10   | 11   | 9    | 1        | 1        | 0        | 0        | 0     | 0             | 0             | 0             | 31            | 11    | 11 | 9       | 35      | 41      | -6      | 44      | 47.31%  |         |         |         |
| Chacarita Juniors Argentina      | 2.ª           | 2019-20       | 13   | 4    | 4    | 5    | —        | —        | —        | —        | —     | —             | —             | —             | 13            | 4     | 4  | 5       | 9       | 16      | -7      | 17      | 41.03%  |         |         |         |
| Chacarita Juniors Argentina      | Total club    | Total club    | 13   | 4    | 4    | 5    | 0        | 0        | 0        | 0        | 0     | 0             | 0             | 0             | 13            | 4     | 4  | 5       | 9       | 16      | -7      | 17      | 41.03%  |         |         |         |
| San Telmo Argentina              | 2.ª           | 2023          | 10   | 4    | 2    | 4    | —        | —        | —        | —        | —     | —             | —             | —             | 10            | 4     | 2  | 4       | 12      | 12      | 0       | 14      | 46.67%  |         |         |         |
| San Telmo Argentina              | 2.ª           | 2025          | 5    | 2    | 2    | 1    | —        | —        | —        | —        | —     | —             | —             | —             | 5             | 2     | 2  | 1       | 5       | 5       | 0       | 8       | 53.33%  |         |         |         |
| San Telmo Argentina              | Total club    | Total club    | 15   | 6    | 4    | 5    | 0        | 0        | 0        | 0        | 0     | 0             | 0             | 0             | 15            | 6     | 4  | 5       | 17      | 17      | 0       | 22      | 48.89%  |         |         |         |
| Douglas Haig Argentina           | 3.ª           | 2024          | 11   | 3    | 4    | 4    |          | —        | —        | —        | —     |               | —             | —             | —             | —     |    | 11      | 3       | 4       | 4       | 8       | 10      | -2      | 13      | 48.48%  |
| Douglas Haig Argentina           | Total club    | Total club    | 11   | 3    | 4    | 4    |          | 0        | 0        | 0        | 0     |               | 0             | 0             | 0             | 0     |    | 11      | 3       | 4       | 4       | 8       | 10      | -2      | 13      | 39.39%  |
| Arsenal Argentina                | 2.ª           | 2024          | 13   | 3    | 5    | 5    |          | —        | —        | —        | —     |               | —             | —             | —             | —     |    | 13      | 3       | 5       | 5       | 8       | 13      | -5      | 14      | 35.9%   |
| Arsenal Argentina                | Total club    | Total club    | 13   | 3    | 5    | 5    |          | 0        | 0        | 0        | 0     |               | 0             | 0             | 0             | 0     |    | 13      | 3       | 5       | 5       | 8       | 13      | -5      | 14      | 35.9%   |
| Total carrera                    | Total carrera | Total carrera | 341  | 123  | 108  | 110  |          | 9        | 4        | 3        | 2     |               | 0             | 0             | 0             | 0     |    | 350     | 127     | 112     | 111     | 388     | 390     | -2      | 493     | 46.96%  |
| 1. 2.                            |               |               |      |      |      |      |          |          |          |          |       |               |               |               |               |       |    |         |         |         |         |         |         |         |         |         |

## Palmarés

### Como futbolista

#### Títulos nacionales
| Título           | Club                    | País      | Año     |
| ---------------- | ----------------------- | --------- | ------- |
| Primera División | Independiente           | Argentina | 1988-89 |
| Copa Centenario  | Gimnasia y Esgrima (LP) | Argentina | 1993    |

### Como entrenador

#### Títulos nacionales
| Título             | Club             | País      | Año     |
| ------------------ | ---------------- | --------- | ------- |
| Primera B Nacional | Tiro Federal (R) | Argentina | 2004-05 |
| Torneo Federal A   | Agropecuario     | Argentina | 2016-17 |

##### Otros logros
- Ascenso a la Primera B Nacional con Guaraní Antonio Franco en la temporada 2013-14.